# Ganda
Ganda é uma cidade e município da província de Benguela, em Angola.
Tem 4 817 km²: em 2014 tinha 224 668 habitantes. Limita-se a norte com os municípios do Bocoio e do Balombo, a leste com os municípios de Chinjenje, Ucuma e Longonjo, a sul com os municípios de Caconda e Caluquembe e a oeste com o município do Cubal.
O município é constituído pela comuna-sede, correspondente à cidade de Ganda, e pelas comunas de Babaera, Chicuma, Ebanga e Casseque.
Até 1975 designou-se "Vila Mariano Machado".